# Wheatfield (Oxfordshire)
Wheatfield – wieś i civil parish w Anglii, w Oxfordshire, w dystrykcie South Oxfordshire. W 2001 roku civil parish liczyła 22 mieszkańców. Wheatfield jest wspomniana w Domesday Book (1086) jako Witefelle.